# ジョナス・チッカリング

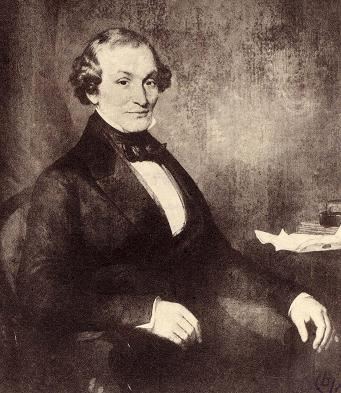
ジョナス・チッカリング

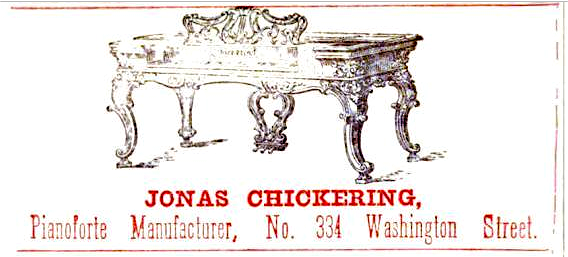
1853年の広告

ジョナス・チッカリング（Jonas Chickering、1798年4月5日 - 1853年12月8日）は、アメリカのピアノ製造技師であり、
ピアノメーカー、チッカリングの創業者である。

## 人物・来歴
1798年、アメリカ・ニューハンプシャー州で鍛冶屋である父アブナー・チッカリングの息子として生まれる。もともとはキャビネットメーカーの徒弟として働いていたが、1817年ボストンへ移り、ピアノ製作者ジョン・オスボンの徒弟として働き、ピアノ製作技術を学んでいく。
1823年、同僚であったスコットランド人のジェームス・スチュアートと共同でボストンのトレモント街に「スチュアート・アンド・チッカリング」という作業所を設立する。1826年、スチュアートはイギリス・ロンドンへ移住するがその後もジョナスは独立してピアノの製作と改良に没頭する。1830年、イギリスのブックケースタイプと呼ばれる楽器をモデルにして最初のアップライトピアノを完成する。美しい外形と音色であったこのピアノの評判はボストンだけでなく、ニューヨーク、フィラデルフィアなどの都市から注文が相次いだという。
その後、ジョン・マッケイという人物がスポンサーになり、工場の名称もチッカリング・アンド・マッケイと改める。ジョン・マッケイは富裕な船長で事業欲にあったため、豊富な資金を供与できただけでなく、楽器の輸出の面でもピアノ事業に有利であった。資金が潤沢になったジョナスはピアノ製造に専念する。
1840年には最初のグランドピアノを完成する。従来のグランドピアノと異なり総鉄骨が取り付けられ、この画期的な発明は当時のピアノ製造法に改革をもたらし、近代的なピアノの基礎となっている。1841年にマッケイが航海中嵐による遭難で行方不明となる。これによりジョナスは経営にも直接携わるようになるが、マッケイの積極的な商法を受け継ぎ、43歳の時にはアメリカ最大のピアノメーカーへと成長する。
1851年、ロンドンの水晶宮で開催された第1回万国博覧会では数多くの製品を出品し、最高賞を獲得する。1852年にチッカリング・アンド・サンズと名称を改めるが、同じ年の12月に不運にもピアノ工場が火災に遭い全焼してしまう。ただちに新工場の再建に着手するも、心労が重なったのか1853年12月8日、ジョナスは56歳でこの世を去る。
ジョナスには三人の息子がおり、ピアノ製造事業は、長男のトーマス・E・チッカリング、次男のC・フランク・チッカリングと引き継がれていく。